# Steranijs
Steranijs (Illicium verum) is een boom of struik, waarvan de vruchten gebruikt worden als specerij. Hij groeit in Azië.
De boom is waarschijnlijk afkomstig uit Zuid-China en Vietnam maar wordt ook gekweekt in Cambodja, Laos, Japan en op de Filipijnen. Het meestal achtarmige steranijs wordt in Europa in voedsel gebruikt sinds de 17e eeuw, maar vertegenwoordigt vooral de smaak van Azië. Het kan in warme tropische gebieden verbouwd worden. 
De vruchten worden gebruikt in hun geheel, of gemalen als goed doseerbaar poeder. De kruidige smaak zit niet in de zaadjes, maar in de verhoute schil van de vrucht. 
Steranijs heeft een sterke geur van anijs aangezien de etherische olie grote hoeveelheden anethol bevat. De smaak van de vrucht is voller en steviger dan de smaak van de anijsplant.
Steranijs is een bestanddeel van het Chinese vijfkruidenpoeder. Het wordt ook gebruikt als ingrediënt in kraamanijs.
Steranijs wordt gebruikt voor de productie van het anti-griepmiddel Tamiflu.
Een enkele keer wordt steranijs verward met Japanse steranijs (I. anisatum), een zeer giftige plant.